# リリ・デゾウ
リリ・デゾウ（Lili Dezou、2004年7月8日 - ）は、フランスの女子ラグビー選手。

## プロフィール
- フランス出身[1]。
- 身長 169cm、体重 60kg
- ポジションはセンター(CTB)。

## 略歴
2022年、ラグビーワールドカップセブンズ2022の7人制女子フランス代表に選ばれて3位に貢献。
2024年、パリ五輪の7人制女子フランス代表に選ばれた。